# Braamspunt
Braamspunt is een zandtong aan de kust van Suriname. Het is de uiterste westpunt van het district Commewijne in de gemeenschappelijke uitmonding van de Suriname en de Commewijne. De punt heeft in de loop der tijden afwisselend perioden van kustafslag en aanslibbing gekend. Anno 2015 is Braamspunt door de overheid aangewezen als bijzonder beheersgebied omdat het van belang is voor bepaalde vogelsoorten en zeeschildpadden.
Bij het natuurgebied bevindt zich een educatiecentrum van WWF Guianas.

## Dolfijnen
Voor de kust van Braamspunt komt de brakwater- of guianadolfijn (Sotalia guianensis) voor. Deze rivierdolfijn wordt in Suriname Profosu genoemd. Het is een kleine grijze dolfijn met een meestal roze en soms witte buik. Profosu leven in ondiepe delen van de zee en in de mondingen van de grote rivieren. Volgens de Jachtwet 1954 is de profosu gedurende het hele jaar door beschermd. Bedreigingen zijn visnetten, aanvaringen met boten en vervuiling van de monding van de Surinamerivier. In de Surinamerivier waren profosu vroeger te zien tot Domburg en Paranam. Tegenwoordig worden zij niet meer zo ver gezien. Vervuiling van de rivier zou de reden daarvoor kunnen zijn. In de Commewijnerivier worden ze in de grote droge tijd soms nog tot bij Bakkie gezien.

## Vogels

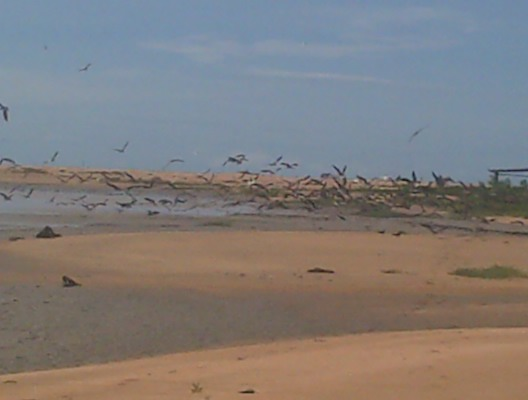
Vogels bij de lagune op Braamspunt, 2015.

Het kustgebied van Braamspunt is naast vis rijk aan verschillende soorten vogels. Men kan er onder andere de rode ibis (Eudocimus ruber), roofvogels en de witte reiger vinden. Vogels eten vaak de dode vissen die aanspoelen op het strand. Ook voeden zij zich met kreeftachtigen en wormen die zich in de modder van de lagunes bevinden. De beschermde rode ibis wordt massaal op of nabij zijn broedplaats geschoten door stropers. In maart 2014 tekenden het Ministerie van Ruimtelijke Ordening, Grond- en Bosbeheer en de  directeur van Suriname Conservation Foundation  een financieringsovereenkomst voor bescherming van kustvogels.

## Schildpadden

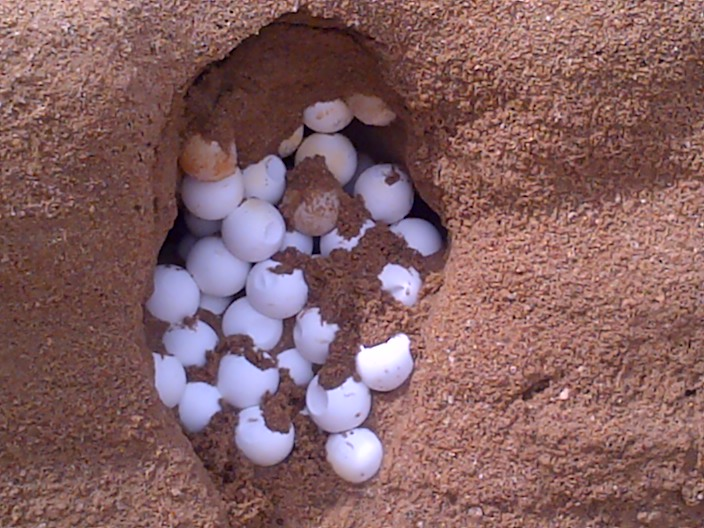
Verloren nest van tientallen Krapé-eieren, 2015.

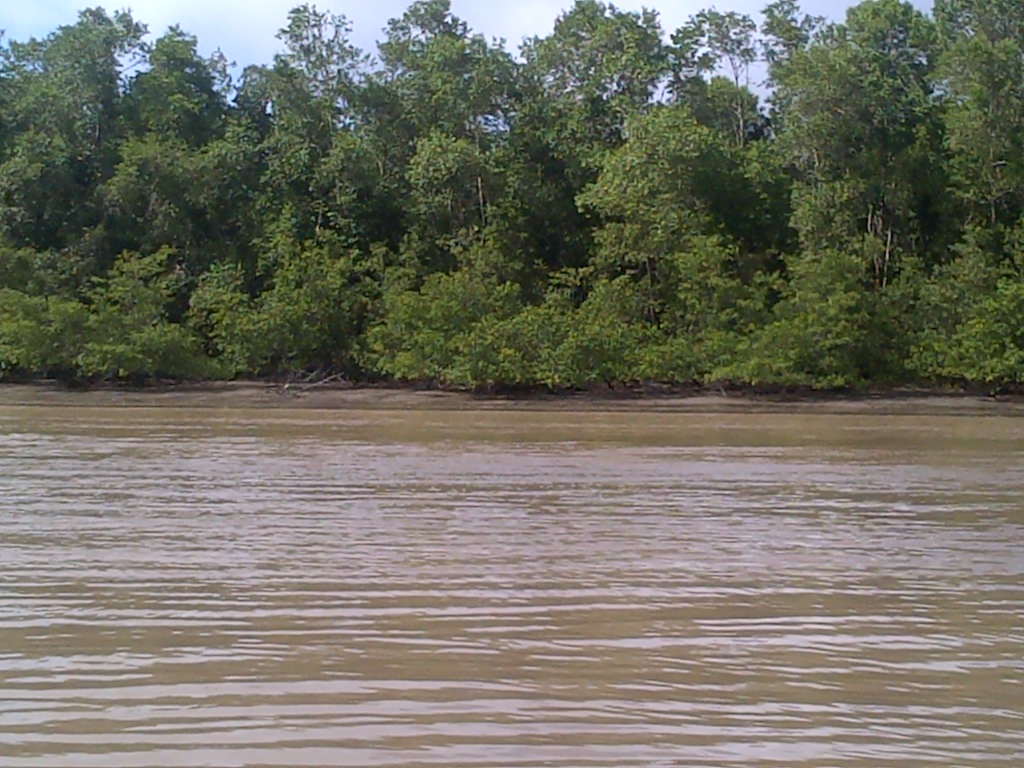
Mangrove bij Braamspunt, 2015.

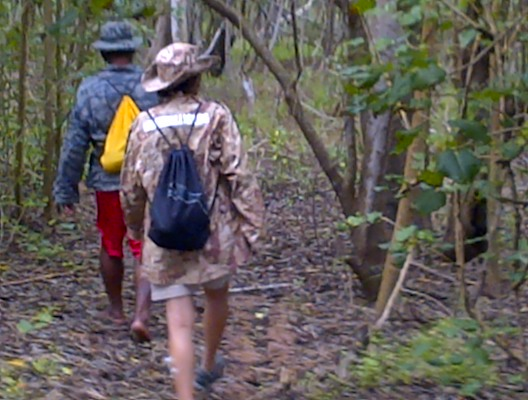
Vrijwilligers voor de bescherming van schildpadden, 2015.

Braamspunt is een belangrijk legstrand voor zeeschildpadden. De zeeschildpadden komen vanuit Brazilië en soms zelf vanuit Canada naar de stranden van Galibi of Braamspunt. Vroeger waren ook Matapica en Wia Wia belangrijke legstranden, maar door de verschuiving van stranden en modderbanken in westelijke richting komen de zeeschildpadden ieder jaar op een andere plek aan land. Het is een natuurlijke cyclus, dat de stranden in westelijke richting van Marowijne naar Nickerie afnemen en dan ergens anders weer aangroeien. Tijdens een vlucht in januari 2014 is gebleken dat dit natuurlijk proces opmerkelijk sneller gaat dan voorheen. De vier soorten zeeschildpadden die 's nachts hun eieren op het strand komen leggen zijn, in volgorde van grootte:
- Aikanti of lederschildpad (Dermochelys corriacea)
- Krapé of soepschildpad (Chelonia mydas)
- Karet (Eret mochelys imbricate)
- Warana (Lepidochelys olivacea)

### Verstoringen
De zeeschildpadden zijn op het strand blootgesteld aan natuurlijke en niet-natuurlijke bedreigingen. Natuurlijke bedreigingen voor de zeeschildpadden zijn de jaguar, aasgier, wasbeer en krabben. Onder de niet-natuurlijke bedreigingen vallen:
- stroperij
- zwerfhonden
- vervuiling van het strand
- visserij
- zandafgraving
- afkalving.

Zeeschildpadden zijn vanaf hun 18e jaar geslachtsrijp. De paring geschiedt in ondiepe zee voor de kust. Deze schildpadden leggen 3 tot 7 keer per seizoen eieren op het strand en afhankelijk van de soort, om de twee tot drie jaar. Het legproces kent vier fasen. In fase 1 komt het vrouwtje vanuit de zee het land op. In fase 2 gaat zij op zoek naar een geschikte plaats voor haar eieren. In fase drie maakt zij een lichaamskuil om vervolgens in fase vier haar eieren daarin te leggen. Het is belangrijk om het vrouwtje in de fasen 1, 2 en 3 niet te storen. Men mag dus geen beweging, licht en geluid maken. Zij maakt dan rechtsomkeert en gaat terug naar zee.

#### Zandafgraving
Het Ministerie van Openbare Werken verleende vergunningen aan bedrijven voor het afgraven van zand op de zandtong. Het afgraven van zand vindt plaats gedurende de gehele dag. In de avonduren verstoren het licht en het lawaai van de boten het leggingsproces.
In januari 2016 heeft het ministerie de zandafgravingen stopgezet maar een jaar later bleken ze weer zijn hervat. WWF-Guianas waarschuwt voor de negatieve invloed die de zandwinning heeft op de natuurlijke omstandigheden, met name op de nestelgelegenheid van schildpadden.

#### Stroperij
De eieren van met name de krapé, de soepschildpad, worden beschouwd als delicatesse en traditioneel in vooral Azië als libido vergrotend gezien. Het is echter ten strengste verboden om eieren van zeeschildpadden te rapen, nesten leeg te halen, te verstoren, te vernielen of eieren te verhandelen. Stropers die zich hieraan schuldig maken verschuilen zich in het uitgestrekte zwampbos achter het strand en komen in de vroege ochtenduren het strand op om eieren te stelen. De bevoegdheden van de jachtopzieners om hiertegen op te treden zijn beperkt. Ze kunnen de stroper aanspreken en de gestolen eieren in beslag nemen.
De illegale handel in zeeschildpaddeneieren is groot, slechts een klein deel van de stroperij komt aan het licht. Een wetenschappelijk rapport maakt melding van zes gevallen tussen 2008 en 2017, waarbij 39.748 eieren in beslag werden genomen.
Volgens de Dienst 's Lands Bosbeheer (LBB) is de strijd tegen de stropers op Braamspunt en de andere legstranden van Suriname succesvol. In 2013 zijn volgens de dienst 60.000 eieren in beslag genomen. In 2014 waren dat er 30.000 en in 2015, 16.526 eieren. Meer controle en voorlichting op scholen moet eraan bijdragen het stropen te ontmoedigen. Sinds 2014 worden de processen tegen recidivisten niet meer buiten de rechtszaal afgehandeld, maar belanden ze meestal in de gevangenis.

#### Honden
Zwerfhonden op het strand blaffen tegen de schildpadden, die dan rechtsomkeert maken. De honden graven ook naar eieren.

### Bescherming
De jachtopzieners van 's Lands Bosbeheer hebben onder andere als taak het beschermen van de zeeschildpadden op de legstranden. Tijdens het legseizoen moeten zij de bescherming van de zeeschildpadden en  hun eieren waarborgen. Het belangrijkste is er voor te zorgen dat de eieren in het zand blijven totdat ze zijn uitgebroed en de jonge schildpadden op weg kunnen gaan naar zee. Daarvoor is controle nodig. De jachtopzieners van LBB hebben een kampement opgezet om de monitoring te verbeteren.
's Lands Bosbeheer is, in samenwerking met de stichting d'ONS, gestart met het project Redt de zeeschildpad en stop de eierroof. De bedoeling is om vrijwilligers op te leiden die de jachtopzieners kunnen bijstaan bij het monitoren van de zeeschildpadden en door hun aanwezigheid op het strand stropers op een afstand houden. Informatie over de zeeschildpadden wordt verzameld gedurende de patrouilles over het strand. Deze patrouilles vinden drie keer per dag plaats. Heen en terug duurt elke patrouille ongeveer drie uren. De jachtopzieners worden ook bijgestaan door seizoenarbeiders. Zowel de vrijwilligers als de arbeiders helpen bij het tellen van de nesten van de zeeschildpadden die aan de hand van onder andere de sporen op het strand worden gelokaliseerd. Deze arbeiders worden gefinancierd door WWF-Suriname. WWF-Suriname werkt samen met de overheid aan het beschermen van de legstranden en eieren van de schildpadden. Het beschermingsprogramma van WWF-Suriname richt zich op bescherming van leggebieden en het ontwikkelen van ecotoerisme en andere alternatieven voor destructieve praktijken en stroperij. WWF-Suriname zet zich ook in om de vraag naar eieren te verminderen door middel van de campagne Krapé Nee.
In 2015 zijn mensen uit de lokale gemeenschappen rond Braamspunt getraind. Deze training had tot doel de kwaliteit van dataverzameling ten behoeve van het jaarlijkse monitoringsprogramma te verbeteren. Tegelijk werd gebruikgemaakt van lokale technische vaardigheden bij renovatie en bouw van veldposten.

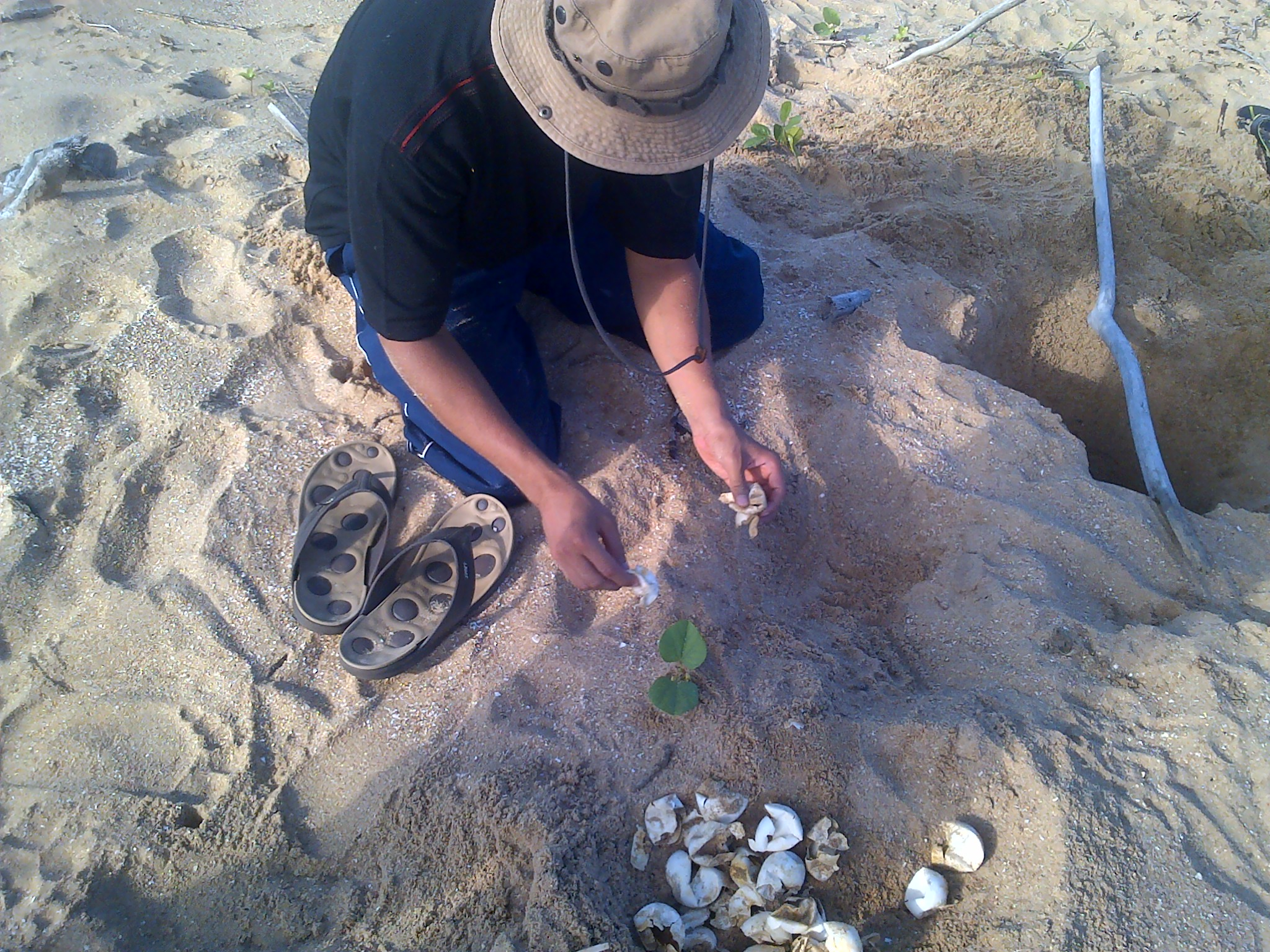
Nestopgraving, 2016.

### Onderzoek
Op het strand van Braamspunt worden zeeschildpadden gemeten en nestenopgravingen gedaan. Een schildpad wordt, terwijl zij op haar nest ligt, in de lengte gemeten vanuit de nek tot aan de staart. In de breedte wordt de zeeschildpad vervolgens op het hoogste gedeelte van het schild gemeten. Deze gegevens worden genoteerd. Pas uitgekomen nesten worden opgegraven, om zodoende te bepalen hoeveel eieren zijn uitgekomen. De tabel hieronder, d.d. 13 mei 2016, geeft een beeld van het aantal uitgekomen eieren.
| nr. Krapénest | totaal eieren | uitgekomen | rotte eieren | onbevrucht | kan nog uitkomen | temp  | nestdiepte | opmerkingen |
| ------------- | ------------- | ---------- | ------------ | ---------- | ---------------- | ----- | ---------- | --- |
| 1             | 121           | 121        | -            | 6          | 1                | laag  | 94 cm      | 1 levende baby uitgegraven. |
| 2             | 100           | 93         | 7            | 1          | -                | -     | 86 cm      | geen |
| 3             | 86            | 81         | 5            | -          | -                | -     | 84 cm      | geen |
| 4             | 140           | 126        | 14           | -          | -                | -     | 76 cm      | geen |
| 5             | 123           | 103        | 10           | -          | -                | -     | 64 cm      | geen |
| 6             | 158           | 115        | 43           | -          | -                | regen | 103 cm     | 59 levende Krapé zeeschildpadden naar de zee gekropen. Aangetast door wortels, vochtverlies. Alle Krapé zeeschildpadden, behalve één, hebben de zee bereikt. |

De tijd van de opgraving wordt ook genoteerd. De onbevruchte en nog niet uitkomen eieren worden niet meegeteld. Het gebeurt weleens dat er bij de opgraving levende zeeschildpadden naar boven komen. Deze zeeschildpadden moeten op eigen kracht de zee bereiken.

## Video's
- Vissen op Braamspunt
- Drone-video, 2022

Braamspunt · Brokopondo · Christiaankondre · Corantijnstrand · Langamankondre · Oemansanti · Overbridge River Resort · Stoneiland · White Beach